# Bellogo
Bellogo est une commune rurale située dans le département de Bouroum de la province du Namentenga dans la région Centre-Nord au Burkina Faso. 

## Géographie
Isolé au nord du département, Bellogo se trouve à environ 20 km au nord-est de Bouroum, le chef-lieu du département, et à environ 55 km au nord de Tougouri.
Bellogo regroupe administrativement les villages de Horégui, Ourba et Yéou – tous situés à une dizaine de kilomètres au nord – qui possèdent cependant leurs propres conseillers départementaux.

## Éducation et santé
Bellogo accueille un centre de santé et de promotion sociale (CSPS) tandis que le centre médical (CM) de la province se trouve à Tougouri.
Le village possède deux écoles primaires publiques et une école coranique.